# Iwan der Schreckliche (Roman)
Iwan der Schreckliche (Originaltitel: Князь Серебряный) ist ein historischer Roman des russischen Schriftstellers Alexei Konstantinowitsch Tolstoi aus dem Jahre 1862. Die deutschsprachige Erstausgabe erschien 1881 unter dem Titel Fürst Serebrjanyj, im Jahr 1882 folgte eine deutschsprachige Übersetzung unter dem Titel Fürst Serebräny. Weitere Titelvarianten deutschsprachiger Ausgaben lauten Fürst Serebriany, Der silberne Fürst, Der Bojar Iwans des Schrecklichen oder Zar Iwan der Schreckliche. Bei den aktuelleren Ausgaben dominiert die Titelvariante, bei der der russische Zar Iwan IV. genannt ist.

## Kurzbeschreibung
Ein russischer Bojar kehrt nach jahrelanger Abwesenheit in die Heimat zurück, wo er seine Geliebte verheiratet vorfindet und das Land geknechtet durch Blutvergießen und Ungerechtigkeit. Zerrissen zwischen Loyalität zum politischen System einerseits, aristokratischem Ehrgefühl andererseits, kann der Bojar sich nach Verhaftung, Todesurteil, Dasein als Räuberhauptmann zwar dem Zugriff des Zaren entziehen, doch seine Geliebte bleibt unerreichbar.

## Inhalt
Serebrjanys Heimkehr und Enttäuschung
Nach fünfjähriger diplomatischer Tätigkeit in Litauen kehrt der russische Bojar Fürst Serebrjany im Juni 1565 in eine grundlegend veränderte Heimat zurück: Zar Iwan hat als Instrument in seiner Fehde gegen die Bojaren eine „Leibwache“ gegründet, die Opritschniks. Fünfzig dieser Serebrjany ihrer Art nach unbekannten Milizionäre überfallen ein Dorf, als Serebrjany sich mit seinem Gefolge dort aufhält. Er vertreibt die Opritschniks, befreit zwei der von ihnen mitgeschleppten Gefangenen und nimmt Matthäus Chomjak gefangen, den Führer des Opritschnik-Zugs, der Serebrjany von der Opritschnina erzählt. Chomjaks Aussagen bestätigen die beiden befreiten Opritschnik-Gefangenen, bei denen es sich um den Räuberhauptmann Wanjucha Persten und dessen Stellvertreter handelt, die jedoch ihr Räuberhandwerk verschweigen. Serebrjany, sein Reitknecht, Wanjucha Persten und dessen Stellvertreter reiten weiter in Richtung Moskau, sie trennen sich an einer Mühle. Persten gibt David, den Müller, als Vertrauensmann an, falls Serebrjany einmal die Hilfe Perstens benötige. Nachdem diese Gäste die Mühle verlassen haben, kommt ein neuer Gast: Fürst Wjasemskij, ein Bojar, der um der Karriere willen zum Opritschnik geworden ist und von dem „Hexenmeister“ David Rat in Liebesdingen begehrt. Wjasemskij ist bis zur Besessenheit verliebt in Helene, welche wiederum Serebrjany Treue geschworen hatte, ehe er gen Litauen zog. Doch dann heiratete sie den greisen Bojaren Druschina Morosoff, um den hartnäckigen Nachstellungen des Zaren-Günstlings Wjasemskij zu entgehen. Serebrjany erreicht währenddessen Moskau, wo er Morosoff einen Brief aus Litauen abliefern will, doch Helene im Garten der Bojaren-Villa antrifft, ehe er mit Morosoff spricht. Dass Helene ihn küsst, wird von Morosoff gesehen, ohne dass Morosoff den fremden Mann identifizieren kann. Serebrjany plagen Gewissensbisse wegen dieses Kusses: Da ihm seine Heimkehr ohnehin keine Freude brachte, weil er Helene verheiratet fand, und da er den Kuss als „Verrat“ an seines Vaters Freund Morosoff ansieht, ist Serebrjany zu Tode verzweifelt: „Ich kann nicht mehr leben bis zum nächsten Tag!“
Serebrjany am Hofe Iwans des Schrecklichen
Aufgrund seines Liebeskummers macht es Serebrjany auch nichts aus, sich einem Urteil des Zaren wegen des Widerstands gegen Chomjaks Überfall auf das Dorf zu stellen. Mit seinem Reitknecht Michael begibt Serebrjany sich zur Zaren-Residenz Alexandrowa Sloboda, wo der Opritschnik und Zaren-Günstling Fjodor Basmanow einen wilden Bären frei laufen lässt. Der Bär greift den aus Sicherheitsgründen entwaffneten Serebrjany an, welcher sich entschlossen gegen den Bären zu verteidigen versucht. Doch nur durch das Schwert des Opritschniks Maxim Skuratow wird Serebrjany gerettet. Da der Zar aus einem Fenster heraus Serebrjanys mutiges Verhalten gesehen hat, lädt er Serebrjany zu einem Bankett mit 700 Gästen ein. Serebrjany hat aufgrund der Masse an Gästen keine Gelegenheit, sich dem Zaren diskret zu stellen, wird jedoch Zeuge der Dekadenz des Hofes, davon, dass sich der Zarewitsch auf Kosten von Maljuta Skuratow, dem Vater von Maxim, lustig macht. Er bekommt mit, dass der Zar dem Fürsten Wjasemskij öffentlich vor den 700 Bankettgästen, allerdings verklausuliert, eine Entführung Helenes nahelegt. Als Vorwand für Wjasemskijs Eindringen bei Morosoff könne laut den Worten des Zaren dienen, dass der Zar die über Morosoff „verhängte Acht aufzuheben“ geruhte.
Matthäus Chomjak, immer noch blutverschmiert, kommt zum Bankett hinzu. Er berichtet von Serebrjanys Tat, der vom Zaren deswegen zum Tode verurteilt wird. Der Zar heischt im Publikum um Zustimmung, doch Maxim Skuratoff widerspricht offen, „weil du, Zar, Serebrjany nicht angehört hast, weil du ihm nicht gestattet hast, sich zu verteidigen“. Dem launischen Zaren beliebt es, Serebrjany auf Bewährung zu begnadigen und Maxim zu befördern. Doch Maxim lehnt die Beförderung ab und regt an, stattdessen in den Krieg gegen Litauen oder Livland zu ziehen. Noch lieber würde er sich nach Rjasan versetzen lassen, „um die Tataren zu bekämpfen!“ Von Serebrjany hingegen verlangt der Zar zu schwören, dass er sich nicht an die Front entziehen werde, damit „du, wo du auch seist, allzeit auf meine Strafe, die ich über dich verhängen könnte, gefaßt bist“. Seinem Vater Maljuta Skuratoff gegenüber gesteht Maxim, dass er von Serebrjany beeindruckt gewesen sei und erkannt habe, „daß Wahrheit und Gerechtigkeit nicht auf eurer Seite sind“. Heimlich verschwindet Maxim vom Zarenhof. Später findet er vorübergehend in einem Kloster Zuflucht.
Der Zarewitsch und Fedor Baßmanoff foppen Maljuta am Folgetag wegen des Verschwindens Maxims, was Maljuta gegen den Zarewitsch und Fedor Baßmanoff besonders aufbringt, so dass er dem Zaren einzuflüstern beginnt, die dem Zar verhassten Bojaren würden den Zarewitsch als Galionsfigur bei einem Aufstand gegen den Zaren gebrauchen. Nur scheinbar rechtfertigt Maljuta den Zarewitsch: Der Thronfolger werde „so bei sich gedacht haben: Ein wenig früher oder später – es kommt auf eins hinaus.“ Durch einen Zufall sieht der Zar fast gleichzeitig, wie Kaufleute gunsterheischend vor dem Zarewitsch niederknien, was Maljuta dramatisiert: Dort „huldigt ihm bereits das Volk als seinem Herrscher“. Der paranoide Zar Iwan befiehlt Maljuta daraufhin die Beseitigung des Zarewitsch. Maljuta entführt zusammen mit Chomjak den Zarewitsch, dessen Identität durch eine Kappe verschleiert bleibt.
Einerseits erfahren Wanjucha Persten und seine Räuberbande durch einen Boten von dem zwanzigköpfigen Entführer-Trupp „mit kostbaren Waffen und goldgestickten Kaftans“, der den Räubern eine lohnende Beute scheint. Andererseits erfährt auch der auf Bewährung freigelassene Serebrjany durch seinen Reitknecht Michael, der auf Wallfahrt auswärts weilte, von der Entführung des Zarewitsch, dessen Kappe ein Windstoß kurzzeitig gelüftet hatte und der deswegen von Michael erkannt worden war. Serebrjany ist es, der Maljuta, Chomjak und deren Spießgesellen als Erster erreicht und Maljuta wegen der schimpflichen Tat ohrfeigt. Anschließend stürzen sich Perstens Räuber in das Handgemenge, wobei der Räuber Mitka den Opritschnik Chomjak als denjenigen Staatsterroristen erkennt, der einst Mitkas Braut raubte. Serebrjany rettet den Zarewitsch aus dem Handgemenge, aus dem die Räuber als Sieger hervorgehen: Nur Maljuta und Chomjak sind entkommen. Die Räuber ziehen sich mit ihrer Beute in den Wald, Serebrjany kehrt mit dem Zarewitsch nach der Zaren-Residenz zurück. „Bisher hatte nur das Volk Maljuta verabscheut, jetzt teilte auch der Zarewitsch den allgemeinen Haß gegen ihn. Fortan war Iwan Maljutas einige Stütze. Der allgemeine Abscheu gegen ihn war dem Zaren ein Unterpfand seiner Treue.“
Helenes Entführung und Serebrjanys Inhaftierung
Kurz bevor Fürst Wjasemskij mit Chomjak und weiteren Begleitern bei Druschina Morosoff und dessen Frau Helene auftaucht, macht auch Fürst Serebrjany dort seine Aufwartung. Helene meidet solch peinliche Begegnungen, indem sie eine „Unpässlichkeit“ vorschützt, doch anlässlich seiner Begnadigung durch den Zaren ordnet Morosoff, der nun sowohl in Wjasemskij als auch in Serebrjany einen möglichen jugendlichen Nebenbuhler wittert, ein Festmahl an, lässt Helene herbeiholen, ihren Ehrenplatz einnehmen und eine Kuss-Zeremonie durchführen, während derer Helene „der Reihe nach den Kuß jedes einzelnen Gastes“ erwidern soll. Als Serebrjany in der Kuss-Zeremonie an der Reihe ist, wird die Morosoffs Plan durchschauende Helene ohnmächtig. Morosoff sieht Serebrjany als Nebenbuhler enttarnt. Im Schlafzimmer stellt Morosoff zunächst Helene zur Rede, zückt eine lange Pistole, um den noch im Hause weilenden Serebrjany zu töten, jedoch beginnt im gleichen Moment die Entführungs-Aktion des von Chomjaks Opritschniks unterstützten Wjasemskij, der von Morosoff beschossen wird. Wjasemskij seinerseits setzt Morosoff außer Gefecht, den seine Diener aus dem Hause tragen, während Wjasemskij die abermals ohnmächtige Helene mit kleinem Gefolge fortschafft und Chomjaks Opritschniks das Haus plündern und dabei Serebrjany festnehmen. Der im Kampf verletzte Wjasemskij prescht mit Helene und seinem kleinen Gefolge davon, fällt wegen einer Verletzung jedoch vom Pferd, so dass die wieder zu Bewusstsein gekommene Helene allein bei Davids Mühle eintrifft. David erklärt sich gegen etwas Schmuck bereit, Helene zu verbergen. Kurz darauf treffen auch der bewusstlose Wjasemskij und Gefolge ein; Wjasemskijs Gefolge fordert Davids Hilfe. David rettet Wjasemskij das Leben, rät diesen Gästen aber wegen der schlechten Unterbringung und dem Spuk in der Mühle davon ab, dort übernachten zu wollen; stattdessen empfiehlt David ein nahes Posthaus. Später kommt Serebrjanys Reitknecht Michael zu Davids Mühle, um durch Vermittlung Davids die einst dort angebotene Hilfe Wanjucha Perstens für den gefangenen Serebrjany in Anspruch zu nehmen. Nachdem der Kontakt hergestellt ist, befragt Persten Michael, wo und unter wessen Schlüsselgewalt Serebrjany in der Zaren-Residenz Alexandrowa Sloboda gefangen gehalten werde; die Schlüsselgewalt halte Iwan persönlich inne, so Michael. Während Michael zur Mühle zurückkehrt, wo er Helene begegnet und sie in ihre neue Zuflucht, ein Frauenkloster, begleitet, machen Persten, dessen Stellvertreter und Mitka sich nachts nach Alexandrowa Sloboda auf, getarnt als zwei blinde Geschichtenerzähler, die von Mitka geführt werden. Am Folgeabend werden die beiden vermeintlichen blinden Geschichtenerzähler bis in Iwans Schlafgemach vorgelassen, reden ihn in den Schlaf, wollen ihren Schlüssel-Diebstahl beschleunigen, als die von Mitka und anderen Helfershelfern als Ablenkungsmanöver nahe Serebrjanys Gefängnis gelegte Feuersbrunst bereits Licht in Iwans Gemach wirft. Iwan erwacht, ertappt Perstens Stellvertreter beim versuchten Schlüssel-Diebstahl, ruft die Wache. Persten entkommt durch einen Sprung aus dem Fenster, doch sein Stellvertreter wird festgenommen. Persten rennt zum Gefängnis, wo der bärenhafte Mitka eine Tür nach der anderen aufbricht, aber Serebrjany weigert sich mitzukommen, da der Zar ihm schließlich den Schwur abgenommen hatte, „daß du, wo du auch seist, allzeit auf meine Strafe, die ich über dich verhängen könnte, gefaßt bist.“ Der widerborstige Serebrjany wird daher von Mitka und Persten gewaltsam in die Freiheit entführt.
Serebrjany als Räuberhauptmann
Im Räuberlager revoltieren die Räuber gegen Persten, weil er seinen Stellvertreter in den Händen Zar Iwans am Tatort zurückließ und die Räuber mutmaßen, da der Fürst Serebrjany dem Bekunden nach keine Lösegeld-Geisel sei, müsse es sich bei Serebrjany um einen Informanten über einen in der Zaren-Residenz versteckten Schatz handeln, der ihnen durch Persten verheimlicht werde. Kurzerhand setzen die Räuber Persten ab, doch der von den Räubern als Nachfolger auserkorene Serebrjany will partout nicht ihr Ataman für einen Sturm auf die Zaren-Residenz sein, wo gerade nur die Hälfte der Opritschniks weilt, da Zar Iwan eine Wallfahrt nach Susdal unternimmt: „Eher mögt ihr mich in Stücke reißen!“, so Serebrjany. Ehe die Situation eskaliert, bringen die Räuber einen gefangenen Opritschnik in das Räuberlager: Serebrjanys Lebensretter Maxim, der der Untätigkeit müde das Kloster verlassen hatte, als er von einem weiteren Tataren-Angriff auf Rjasan hörte. Dieser Anfall von Patriotismus endet für Maxim in den Händen von Räubern, die „beschlossen, sich an Maxim für alles zu rächen, was sie von seinen Kameraden zu erdulden hatten.“ Serebrjany fordert nun doch plötzlich den als Zeichen der Ataman-Würde geltenden Tschekan (russ.: Чекан; eine streitaxtähnliche Waffe) und als erste Amtshandlung die Freilassung Maxims, dem ansonsten ein grausamer Tod bevorsteht. Als die sofortige Umsetzung des Befehls verzögert wird, spaltet Serebrjany einem Befehlsverweigerer mit dem Tschekan den Kopf, stellt Maxim als „Feind der Opritschniks“ vor, organisiert die Kampfformation, aber „befindet sich in einer schwierigen Lage“: Wohin die Räuber führen, ohne sich des Widerstands gegen den Zaren schuldig zu machen? Die zufällige Gefangennahme eines kirchenräuberischen Tataren befreit Serebrjany von dem Dilemma: Serebrjany hält eine patriotische Rede gegen die heidnischen Tataren, gegen die zu kämpfen ein Akt der Wiedergutmachung für die räuberischen Verbrechen sei, die die Räuberbande an russischen Christen begangen hätte. Ein Kampf gegen die Tataren wäre außerdem in den Augen des Zaren ein Beweis, „daß wir ebensogut sind wie seine Opritschniks“. Die Räuber beginnen also, nahe Rjasan die tatarische Schirinski-Vorhut anzugreifen, unerwartet unterstützt von einer Infanterie-Abteilung, die Fedor Baßmanoff auf das Schlachtfeld führt. Die Russen gewinnen die Schlacht gegen die Tataren, allerdings wird Maxim währenddessen getötet. Baßmanoffs Leute umringen den der Gefangenschaft des Zaren entronnenen Serebrjany. Serebrjany stellt Baßmanoff gegenüber fest: „Ich bin nicht entflohen, […] man hat mich mit Gewalt daraus befreit. Da ich dem Zaren gegenüber mein Wort gegeben habe, hätte ich mich nicht von selbst entfernt, und jetzt kehre ich dahin zurück.“ Serebrjany bewegt am nächsten Tag sogar rund die Hälfte der siegreichen Räuber, sich dem Zaren stellen zu wollen: „Ich kann nicht glauben, daß der Zar nach eurer gestrigen Tat […] euch nicht vergeben sollte.“ Die andere Hälfte der Räuber-Bande wählt sich einen neuen Ataman. Der abgesetzte Ataman Wjanucha Persten dagegen macht sich mit Mitka selbstständig.
Gottesurteil-Zweikampf zwischen Morosoff und Wjasemskij
In die Zaren-Residenz zurückgekehrt, wünscht sich Baßmanoff für seine kriegerischen Bemühungen eine angemessene Belohnung von Zar Iwan, die jener jedoch übermäßig findet: Er entlässt Baßmanoff aus seinen Diensten. Baßmanoff droht daher damit, intime Details aus Iwans Privatleben preiszugeben und erklärt: „Viele Sünden habe ich in deinem Dienst auf mein Gewissen geladen, ausgenommen eine einzige – die Sünde der Hexerei“, woraufhin Iwan konkret wissen will: „Wer treibt hier Hexenkünste?“ Baßmanoff nennt den Namen Wjasemskij; das wisse er seit dem Vortag von seinen Dienern. Nachdem Baßmanoff fort ist, taucht Druschina Morosoff beim Zaren auf, führt Klage gegen Wjasemskij. Iwan lässt Wjasemskij holen, um dessen Sicht der Dinge anzuhören, wobei Wjasemskij beiläufig erwähnt, dass er in der Mühle Davids vom „Hexenmeister“ die Blutung gestillt bekommen habe, was Iwans Hexerei-Verdacht gegen Wjasemskij verstärkt. Sowohl Morosoff als auch Wjasemskij müssen ihre Aussage über die Umstände der Helene-Entführung vor Zar Iwan und Publikum beeiden. „Alle Opritschniks wußten, wie es sich mit dem Überfall verhielt, und wie verhärtet sie auch waren, keiner von ihnen hätte es gewagt, einen falschen Eid zu schwören.“ Da entweder Morosoff oder Wjasemskij einen Meineid geleistet haben, ordnet Iwan als Gottesurteil einen Zweikampf zwischen den beiden Männern an: Wer unterliege, werde hingerichtet, selbst wenn er den Zweikampf überlebe. Wjasemskij fürchtet nun den Zorn Gottes und dass ihn seine während der Helene-Entführung erlittenen Wunden im Kampf hinderlich sein könnten: Er lässt sich durch David dem Müller ein amulettartiges Säckchen mit Zauberkräutern geben, damit Morosoff ihn nicht anblicken könne, sowie sein Schwert „besprechen“, auf dass er gegen Morosoff siege. David weist Wjasemskij jedoch darauf hin, dass der Schwertzauber wirkungslos sei, wenn Morosoff mit einem zuvor in Weihwasser getauchten Schwert fechte. Als Wjasemskij in die Zaren-Residenz zurückkehrt, ist ein Teil seiner Dienerschaft eingekerkert unter dem Vorwand, sie seien „an einem in den Vorratsspeichern des Zaren begangenen Diebstahl beteiligt“ gewesen, tatsächlich jedoch, um aus ihnen ein Geständnis über Wjasemskij Hexereien herauszufoltern. Im Gottesurteil-Zweikampf gegen Morosoff nützen dem abergläubischen Wjasemskij weder das Kräuter-Amulett (das er wütend fortwirft) noch das vermeintliche Zauberschwert. Der durch seine Wunden und den psychologischen Effekt (Wjasemskij zu Morosoff: „Du hast dein Schwert in Weihwasser getaucht!“) geschwächte Wjasemskij verkündet nun, er wolle den Kampf durch einen Stellvertreter ausfechten lassen. Matthäus Chomjak erklärt sich dazu bereit, den Morosoff jedoch als unter seinem Stand ablehnt: Wjasemskij sei gestattet worden, sich stellvertreten zu lassen, „gestatte nun mir, dem Söldling einen anderen Söldling gegenüberzustellen“, so Morosoff. Hierzu erklärt sich Mitka bereit, dem Chomjak einst die Braut raubte und der sich zusammen mit Wanjucha Persten insgeheim im Publikum aufhält. Der bärenstarke Mitka erschlägt mit einer schweren Karrendeichsel als Waffe den mit einem Schwert bewaffneten Chomjak im Kampf und verschwindet sofort vom Kampfplatz. Da das Gottesurteil somit zuungunsten Wjasemskijs ausfiel und dank des durch Wjasemskij fortgeworfenen Kräuter-Amuletts sowie der von Wjasemskijs Dienern erfolterten Geständnisse wird Wjasemskij in die Todeszelle geworfen.
Massenhinrichtung und Begnadigung Serebrjany
Auf Befehl des Zaren wird David der Müller heimlich festgenommen und gesteht unter der Folter unter anderem: „Wjasemskij war nicht der einzige, der mich besuchte, Fedor Baßmanoff kam ebenfalls zu mir, ich mußte ihm ein Kraut geben, das er jetzt am Hals trägt.“ Tatsächlich hatte Baßmanoff sich bei David dem Müller ein amulettartiges Säckchen mit Zauberkräutern geholt, um die Gunst des Zaren wieder zu erlangen. Da man dieses Kräuter-Amulett an Baßmanoffs Hals findet, ist er auf frischer Tat ertapp: der Tat der Hexerei. Der Zar lässt nun Baßmanoff ebenso wie David zum Folterverhör bringen: „Man könnte sonst sagen, der Zar wende es nur bei den Bauern an, verschone jedoch seine Opritschniks damit.“ Anschließend nimmt der Zar sich Morosoff vor, gegen den bisher jedes Vorgehen gescheitert ist. Morosoff wird an des Zaren Tafel geladen. „Der Bojar bemerkt, daß er allein geladen war, woraus er schloß, daß ihm der Zar eine besondere Ehre erweisen wolle.“ Die Ehre besteht allerdings darin, dass der Zar den Greis zum „Obernarren“ ernennt und Morosoff ein buntscheckiges Narrengewand angezogen bekommt. Mit der ganzen Würde seines Alters erinnert Morosoff nun an seine eigenen Verdienste, anschließend aber auch in einem langen Monolog, den zu unterbrechen Zar Iwan nicht erlaubt, an Iwans Vergehen. Wegen dieser offenen Worte wird auch Morosoff ins Gefängnis geworfen. Zusammen mit rund dreihundert anderen Todeskandidaten werden Baßmanoff, Wjasemskij, Morosoff und David der Müller nach Moskau gebracht: David wird auf dem Scheiterhaufen verbrannt, Baßmanoff, Wjasemskij, Morosoff enthauptet. Diese „letzten Hinrichtungen hatten Iwan hinlänglich gesättigt; einige Köpfe mehr vermochten weder diese Sattheit zu steigern noch den für einige Zeit befriedigten Blutdurst in ihm wieder wachzurufen.“ Als Serebrjany sich wie geplant nun dem Zaren stellt, findet er ihn vergleichsweise milde gestimmt vor, setzt sich für die bei ihm gebliebenen Räuber ein: Die Räuber hätten „ein gutes Werk getan“ und Rjasan vor den Tataren gerettet. Der Zar befiehlt, diese Räuber „mögen nach Schisdra gehen und sich in das Grenzregiment aufnehmen lassen. Da sie sich gern mit den Tataren schlagen, werden sie dort reichlich Arbeit finden.“ Den Vorschlag, bei den Opritschniks zu dienen, lehnt Serebrjany dankend ab und meldet sich ebenfalls für den Einsatz in Schisdra. Serebrjanys Reitknecht Michael, der seinen Herren seit dessen Verhaftung nicht gesehen hat, teilt Serebrjany mit, dass Helene in einem Frauenkloster weile, so dass Serebrjany und Helene nach der vorgeschriebenen einjährigen Trauerzeit heiraten könnten. Als Serebrjany und Michael am Kloster eintreffen, erfahren sie jedoch, dass Helene nach der Nachricht von der Hinrichtung ihres Mannes Nonne geworden ist. Helenes Grund: „Das Bild Druschina Morosoffs trennt uns für immer. Meinetwegen fiel er in Ungnade, ich bin die Ursache seines Todes. Nein, Nikita […], wir hätten niemals glücklich werden können“. Serebrjany tritt somit ohne Hoffnung auf weltliches Glück seinen Kriegsdienst in Schisdra an und wird dort kurz nach seiner Ankunft zusammen „mit seiner Schar von den Tataren erschlagen“, wie es im letzten Kapitel heißt, das 17 Jahre überspringt und schildert, wie Wanjucha Persten und Mitka als Teil einer Gesandtschaft des Jermak Timofejewitsch nach der russischen Eroberung des Khanates Sibir den Zarenhof in Moskau besuchen.

## Textanalyse
Bei Iwan der Schreckliche handelt es sich um einen auktorial erzählten Roman, in dem sich gelegentlich der Autor absatzlang mit Fragen an seine Hauptfigur einmischt („Warst du wirklich so, Nikita, wie ich dich schildere?“) oder eigene Landschaftserlebnisse schildert („Teures Vaterland, auch ich bin in späten Nachtstunden durch deine weiten Steppen geritten“). Die Handlung des Romans beginnt im Juni 1565 und endet im Spätsommer des gleichen Jahres. Das letzte Kapitel, Jermaks Botschaft, springt 17 Jahre ins Jahr 1582 und besitzt teilweise den Charakter eines historiographischen Epilogs. Orte der Handlung sind Moskau, die Zaren-Residenz Alexandrowa Sloboda, ein Schlachtfeld nahe Rjasan, die jeweiligen weiteren Umgebungen sowie zwei Klöster.

### Themen
Der Roman schildert das Leben der Gesetzlosen und niederen Schichten ebenso wie das Leben im Dunstkreis eines tyrannischen Zaren (beispielsweise Mode, Tafel- und Jagdfreuden). Zentrales Thema jedoch ist die Frage nach Recht und Gerechtigkeit, nach einem richtigen Leben im falschen, wenn ringsherum eine von Terrorherrschaft geprägte absolute Monarchie wütet. Gleich zu Beginn seines Aufenthalts in der Zaren-Residenz bemerkt Serebrjany das Klima der Angst, geschürt beispielsweise von einem vor 700 Bankett-Gästen verübten Giftanschlag, hinter dem für alle offensichtlich Zar Iwan steckt: „Serebrjany schauderte. Noch vor kurzem hatte er an die Erzählungen von Iwans Grausamkeit nicht glauben können; jetzt war er selbst Zeuge gewesen“. Dieses Klima der Angst führt generell zu „hündischer Unterwürfigkeit“, gegen die Morosoff und Serebrjany sich durch ihre aufrechte Haltung abheben. Sogar Zar Iwan empfindet streckenweise eine „unwillkürliche Achtung vor Serebrjany, dessen Handlungen zwar sein Tyrannenherz empörten, aber doch nicht das mindeste Verräterische an sich hatten.“ Beide Hauptfiguren, Serebrjany und Zar Iwan, kontrastieren merklich miteinander: Iwan ist misstrauisch und die hergebrachten staatlichen Strukturen untergrabend, indem er von ihm abhängige Menschen begünstigt, Emporkömmlinge, die er nach Belieben fallen lassen kann. Serebrjany dagegen ist gutgläubig und mit großem Vertrauen in hergebrachte staatliche Institutionen gesegnet, doch „jedesmal, wenn ihn eine offenbare Ungerechtigkeit verletzte, kochte es in seiner Seele vor Entrüstung, und die ihm angeborene Rechtschaffenheit siegte über die durch Glaubenslehren anerzogenen Anschauungen. Dann beging er zu seinem eigenen Erstaunen und fast unbewußt Handlungen, die mit dem, was ihm die monarchischen Grundsätze vorschrieben, in vollständigem Widerspruch standen.“ Zerrissen zwischen der rechtmäßigen Loyalität zum Zaren und dem gerechten Widerstand gegen dessen Grausamkeit und Willkür findet Serebrjany nur den Ausweg, sich im Tataren-Krieg dem Zugriff des ungerechten Herrschers zu entziehen, gleichzeitig jedoch die Staatstreue durch den Kampf gegen einen äußeren Feind zu beweisen. Zuvor ging Serebrjanys Waffenbruder Maxim den gleichen Weg. Beide kommen rasch dabei um.

### Figuren
Hauptfiguren
- Nikita Serebrjany: „Serebrjany war fünfundzwanzig Jahre alt. Er war mittelgroß und hatte breite Schultern, in den Hüften dagegen war er ziemlich schmächtig. Sein volles blondes Haar war heller als sein sonnengebräuntes Gesicht, von dem sich dunkle Brauen und schwarze Wimpern abhoben. Ein kurzer Bart, etwas dunkler als das blonde Haar, beschattete leicht Lippen und Kinn.“[104] Bereits zu Beginn des Romans wird festgestellt, dass der tugendhafte, an seinem moralischen Ehrenkodex unerschütterlich[105] festhaltende Serebrjany „für die Kunst der Diplomatie […] nicht geschaffen“ ist.[3] Seine Haltung gegenüber dem Staat und dem Zaren scheint naiv, doch auch allgemein zeichnet Serebrjany sich durch eine „anspruchslose, fast kindliche Güte“ aus.[105]

- Zar Iwan: Der russische Herrscher hat ein „regelmäßiges Gesicht“ mit „Adlernase“, fast keinen Bartwuchs und ist „von hohem Wuchs, wohlgebaut und breitschultrig“.[106] Er zählt „fünfunddreißig Jahre; aber er schien bereits hoch in den vierzig zu sein.“[107] Er ist wankelmütig doch hochintelligent, besitzt eine „außerordentliche Rednergabe“.[107] Vor Grausamkeiten nicht zurückschreckend, will Zar Iwan „die Starken den Schwachen gleichmachen“, allerdings nicht aus Gerechtigkeitsgefühl, sondern „damit auf russischer Erde der eine nicht höher stehe als der andere und er selbst gleich einer mächtigen Eiche über alle emporrage“.[108] Zar Iwan ist durchdrungen „von dem Bewußtsein seiner Unfehlbarkeit […]. Er glaubte fest an den göttlichen Ursprung seiner Macht und verteidigte sie eifersüchtig gegen jeden Angriff. Und als einen solchen betrachtete er schon die stumme Mißbilligung seiner Taten“.[109]

Nebenfiguren (Auswahl)
- Druschina Morosoff: Dieser weißbärtige[110] Bojar und Serebrjanys verstorbener Vater „lebten wie Brüder miteinander“.[111] Morosoff ist hochgewachsen und als alter Mann von größerer körperlicher Fülle, doch in „seinem stolzen Gang lag etwas Löwenartiges, eine gewisse ruhige Würde, eine Art besonderen Selbstvertrauens und Selbstbewußtseins.“[110] Morosoff besitzt „Dörfer und ausgedehnte Güter jenseits der Moskwa; seine Truhen waren voll von Gold, prachtvollen Gewändern und kostbarem Pelzwerk. Eines jedoch hatte Gott ihm nicht verliehen: die Gunst des Zaren.“[112] Dazu trägt auch bei, dass er wie Serebrjany „das Herz auf den Lippen trug“.[110]
- Helene: Die langwimprige[113] Vollwaise, zum Zeitpunkt der Heirat mit Morosoff 20 Jahre alt,[114] besitzt „eine glühende Phantasie und einen schüchternen Charakter“.[115] Sie ist die Tochter eines hohen Beamten, „der unter den Mauern von Kasan den Tod gefunden hatte“.[114] Helene verehrt Morosoff „wie einen Vater und vertraute ihm alle ihre Gedanken an. Nur einen einzigen verheimlichte sie dem Bojaren“, nämlich ihre Liebe zu Serebrjany.[116]
- Maljuta Skuratoff: „Seine Stirn war niedrig und gedrungen, die Haare begannen fast unmittelbar an den Brauen, die Kiefer rund Kinnladen dagegen waren ungewöhnlich stark entwickelt, der vorn schmale Schädel erweiterte sich nach dem Nacken zu wie ein breiter Kessel, und hintern den Ohren befanden sich so starke Höcker, daß die Ohren dagegen fast verschwanden.“[117] Diesem „breitschultrigen rothaarigen Menschen, der niemanden ansehen kann“[118] bescheinigt Morosoff, er sei „halb Fleischer, halb wildes Tier, ewig nach Blut lechzend“,[119] und der eigene Sohn Maxim wirft seinem Vater vor, dass ohne ihn der Zar „milder regieren“ würde.[120] Dabei ist Maxim, der es einmal besser haben soll als sein Vater, ein Hauptmotiv für Maljutas Handeln: „Da er von niederer Herkunft war, verzehrte ihn der Neid beim Anblick des Glanzes und der vornehmen Pracht, die rings um ihn herrschte“[121] und an der Maxim teilhaben soll. Aller wirklichen zwischenmenschlichen Kontakte bar, hat sich Maljuta somit „moralisch von allen Menschen abgeschlossen, lebte mitten unter ihnen ganz für sich, hatte keinen Freund und mied alle vertraulichen Beziehungen.“[121] Andererseits ist es so, „daß sich niemand einer Beleidigung so gut zu erinnern wußte wie Maljuta Skuratoff“, um sich später dafür zu rächen.[16]
- Maxim Skuratoff: Der siebzehnjährige[122] Sohn des Maljuta Skuratoff hat „ein sanftes Gesicht voll Freundlichkeit und Keckheit“.[123] Unmittelbar vor der Schlacht gegen die Tataren schließt Maxim feierlich „Waffenbrüderschaft“ mit Serebrjany,[124] den er als Vorbild gewählt hat, da Maxims Vater Maljuta als solches entfällt. Maljuta und dem Zaren wirft Maxim vor, dass sie „überall Verrat“ witterten: „Durch die Folter erpreßt ihr falsche Geständnisse. Ihr werdet all das vergossene Blut zu verantworten haben.“[120]
- Matthäus Chomjak: Dieser Reitknecht des Maljuta Skuratoff[6] ist ein „junger Mann mit schwarzem Bart“.[5] Der „kühnste und verschlagenste unter Maljutas Dienern“ scheut niemals „vor einer Gefahr zurück; er liebte Kampf und Gewalttat“.[28]
- Fedor Baßmanoff: Das langhaarige[125] „Milchbärtchen mit den Ölaugen“[15] und dem „Mädchengesicht“[118] ist „ein junger Mensch von etwa zwanzig Jahren, von außerordentlicher Schönheit, aber mit einem unangenehmen, frechen Gesichtsausdruck.“[125] Der Zar betrachtet ihn nicht als „Ratgeber“, sondern als „Spaßmacher“,[126] der sogar in „Weiberkleidern“ vor dem Zaren tanzen muss und deswegen auch „Fedora“ genannt wird.[127] „Baßmanoff bot eine eigentümliche Mischung aus Verschlagenheit, Verderbtheit, Verweichlichung und sorgloser Verwegenheit.“[64]
- Afanassi Wjasemskij: Der „große, blonde, schwarzäugige Mann von etwa dreißig Jahren“[128] ist „ein tüchtiger Zecher“[129] und „von hoher, kräftiger Gestalt“.[130] Wegen seiner leidenschaftlichen Liebe zu Helene, der Ehefrau Morosoffs, „ist er seiner selbst nicht mehr Herr.“[129]
- Der Zarewitsch: „Der zweite Sohn des Schrecklichen, der Erbe des Thrones, vereinigte in sich fast alle Laster des Vaters, und die schlechten Beispiele erstickten in ihm mehr und mehr alles, was er Gutes in sich hatte.“[131]
- Wanjucha Persten: Der Räuber-Ataman ist ein schwarzäugiger, dunkelbärtiger,[6] „breitschultriger Mann von Mittelgröße“[132] und heißt eigentlich Iwan Kolzo: ein Unterführer des Wolga-Räubers Jermak Timofejewitsch, vom Zaren verfolgt, doch der Enthauptung entronnen und untergetaucht.[133]
- David, der Müller: Seine Funktion als Hellseher kann er dadurch erfüllen, dass er gut zuhört, rasch Zusammenhänge erkennt und auf diese Weise Vorhersagen trifft. „Seine Züge hatten eine eigentümliche Mischung aus Gutmütigkeit, Verschlagenheit und Geiz; Haar und Bart waren weiß, die Augen hellgrau; tiefe Runzeln durchzogen sein Gesicht.“[134]
- Mitka: Diesem Räuber haben die Opritschniks unter Chomjaks Führung die „Braut weggenommen“.[135] Grundsätzlich zeichnet Mitka sich durch „Trägheit und […] angeborene Unempfindlichkeit“ aus, doch wenn er bis aufs Blut gereizt wird, kann dieser „Bär“ dem besinnungslosen Kampfzorn anheimfallen.[136]
- Michael: Er ist ein „schon bejahrter“ Reitknecht des Fürsten Serebrjany und dessen rechte Hand.[137]

## Kanonisierung
Der Roman wurde im Jahr 2013 auf Platz 74 der Liste der Leseempfehlungsliste 100 Bücher für Schüler des Ministeriums für Bildung und Wissenschaft der Russischen Föderation gesetzt.

## Deutschsprachige Textausgaben (Auswahl)
- Zar Iwan der Schreckliche. Historischer Roman. (Übersetzung: Wilhelm Lange.) RM-Buch-und-Medien-Vertrieb, Rheda-Wiedenbrück 2003.
- Iwan der Schreckliche. Moewig, Rastatt 1987. ISBN 3-8118-2492-9.
- Iwan der Schreckliche. Roman. Weltbild-Bücherdienst, Augsburg 1986.
- Fürst Serebriany. Roman aus der Zeit Iwans IV. (Übersetzung: Dora Berndl-Friedmann.) Unveränderter Nachdruck der Ausgabe von 1944. Manesse, Zürich 1985. ISBN 3-7175-1706-6. ISBN 3-7175-1707-4.
- Iwan der Schreckliche. Roman. Magnus-Verlag, Essen 1984. 3-88400-185-X.
- Zar Iwan der Schreckliche. (Übersetzung: Richard Hoyer.) Atlas, Köln 1960.
- Der silberne Fürst. Roman. (Übersetzung: Herbert von Hoerner). Greifenverlag, Rudolstadt 1954.
- Der silberne Fürst. Roman. (Übersetzung: Wulfhild von Hartmann). Dressler, Berlin 1950.
- Zar Iwan der Schreckliche. Historischer Roman. (Übersetzung: Arthur Usthal). Weichert, Berlin 1930.
- Der Bojar Iwans des Schrecklichen. Historischer Roman aus dem zaristischen Rußland. (Übersetzung: Wulfhild von Hartmann). Oestergaard, Berlin 1928.
- Fürst Serebräny. Roman in zwei Bänden. (Übersetzung: Wilhelm Lange). Auerbach, Berlin 1882.